# بارات جاغديو
بارات جاغديو (بالإنجليزية: Bharrat Jagdeo)‏ (و. 1964 – م) هو سياسي من غويانا، الهند. تولى منصب رئيس اتحاد دول أمريكا الجنوبية (26 نوفمبر 2010–29 أكتوبر 2011)، ورئيس وزراء غويانا (9 أغسطس 1999–11 أغسطس 1999).

## التعليم
تعلم في الجامعة الروسية لصداقة الشعوب.

## جوائز وترشيحات
حصل على جوائز منها:
- Champions of the Earth.

| المناصب السياسية  | المناصب السياسية                           | المناصب السياسية  |
| ----------------- | ------------------------------------------ | ----------------- |
| سبقه رفاييل كوريا | رئيس اتحاد دول أمريكا الجنوبية 2010 - 2011 | تبعه فرناندو لوغو |
| سبقه سام هيندز    | رئيس وزراء غويانا 1999 - 1999              | تبعه سام هيندز    |

## روابط خارجية
- بارات جاغديو على موقع الموسوعة البريطانية (الإنجليزية)
- بارات جاغديو على موقع مونزينجر (الألمانية)
- بارات جاغديو على موقع إن إن دي بي (الإنجليزية)